# Bali Gubadle
Bali Gudbale és un districte de la regió d'Hawd a Somalilàndia. La capital és la vila de Bali Gubadle, de menor importància, que està situada a la frontera amb Etiòpia.
Anteriorment fou un districte de la regió de Maroodi Jeex.
A Bali Gubadle fou coronat el 2002 Essa Haybe Khaire com a rei del subclan arab del clan issaq. Era la primera vegada que es coronava a un cap de clan com a rei. A la cerimoni hi van assistir diversos soldats, dos ministres i un viceministre de Somalilàndia.